# Johan Karlsson (fotbollsspelare född 2001)
Johan Karlsson, född 20 juni 2001, är en svensk fotbollsspelare som spelar för Malmö FF.

## Klubbkarriär
Johan Karlssons moderklubb är Sunnersta AIF, vilka han började spela för som sexåring. I januari 2018 gjorde han flytten till IK Sirius.
Karlssons allsvenska debut skedde den 5 juli 2020, då Karlsson stod för ett inhopp i 2-1-segern mot Örebro SK. I samband med att han började figurera i A-laget flyttades han också ut från innermittfältet till en position som wingback. Efter att ha gjort fem allsvenska framträdanden under sommaren skrev Karlsson på sitt första A-lagskontrakt i augusti 2020. Totalt blev det 20 allsvenska framträdanden under debutsäsongen.
I augusti 2022 skrev Johan Karlsson på för Kalmar FF. Den 13 december 2024 värvades Karlsson av Malmö FF, där han skrev på ett fyraårskontrakt.

## Landslagskarriär
I december 2023 meddelades det att Johan Karlsson var uttagen i det svenska landslaget till matcher i januari 2024. Han debuterade den 12 januari 2024 i en 2–1-seger över Estland.

## Statistik
| Klubb              | Säsong             | Liga               | Liga    | Liga | Nationell cup | Nationell cup | Internationell cup | Internationell cup | Totalt  | Totalt |
| Klubb              | Säsong             | Division           | Matcher | Mål  | Matcher       | Mål           | Matcher            | Mål                | Matcher | Mål    |
| ------------------ | ------------------ | ------------------ | ------- | ---- | ------------- | ------------- | ------------------ | ------------------ | ------- | ------ |
| IK Sirius          | 2020               | Allsvenskan        | 20      | 0    | 1             | 0             | —                  | —                  | 21      | 0      |
| IK Sirius          | 2021               | Allsvenskan        | 22      | 1    | 4             | 0             | —                  | —                  | 26      | 1      |
| IK Sirius          | 2022               | Allsvenskan        | 13      | 0    | 0             | 0             | —                  | —                  | 13      | 0      |
| IK Sirius          | Totalt             | Totalt             | 55      | 1    | 5             | 0             | —                  | —                  | 60      | 1      |
| Kalmar FF          | 2022               | Allsvenskan        | 13      | 1    | 1             | 0             | —                  | —                  | 14      | 1      |
| Kalmar FF          | 2023               | Allsvenskan        | 26      | 0    | 5             | 2             | 2                  | 0                  | 33      | 2      |
| Kalmar FF          | 2024               | Allsvenskan        | 17      | 0    | 1             | 0             | —                  | —                  | 18      | 0      |
| Kalmar FF          | Totalt             | Totalt             | 56      | 1    | 7             | 2             | 2                  | 0                  | 65      | 3      |
| Totalt i karriären | Totalt i karriären | Totalt i karriären | 111     | 2    | 12            | 2             | 2                  | 0                  | 115     | 4      |

1. ↑  Matcher i Uefa Europa Conference League 2023/2024.